# Ferrere

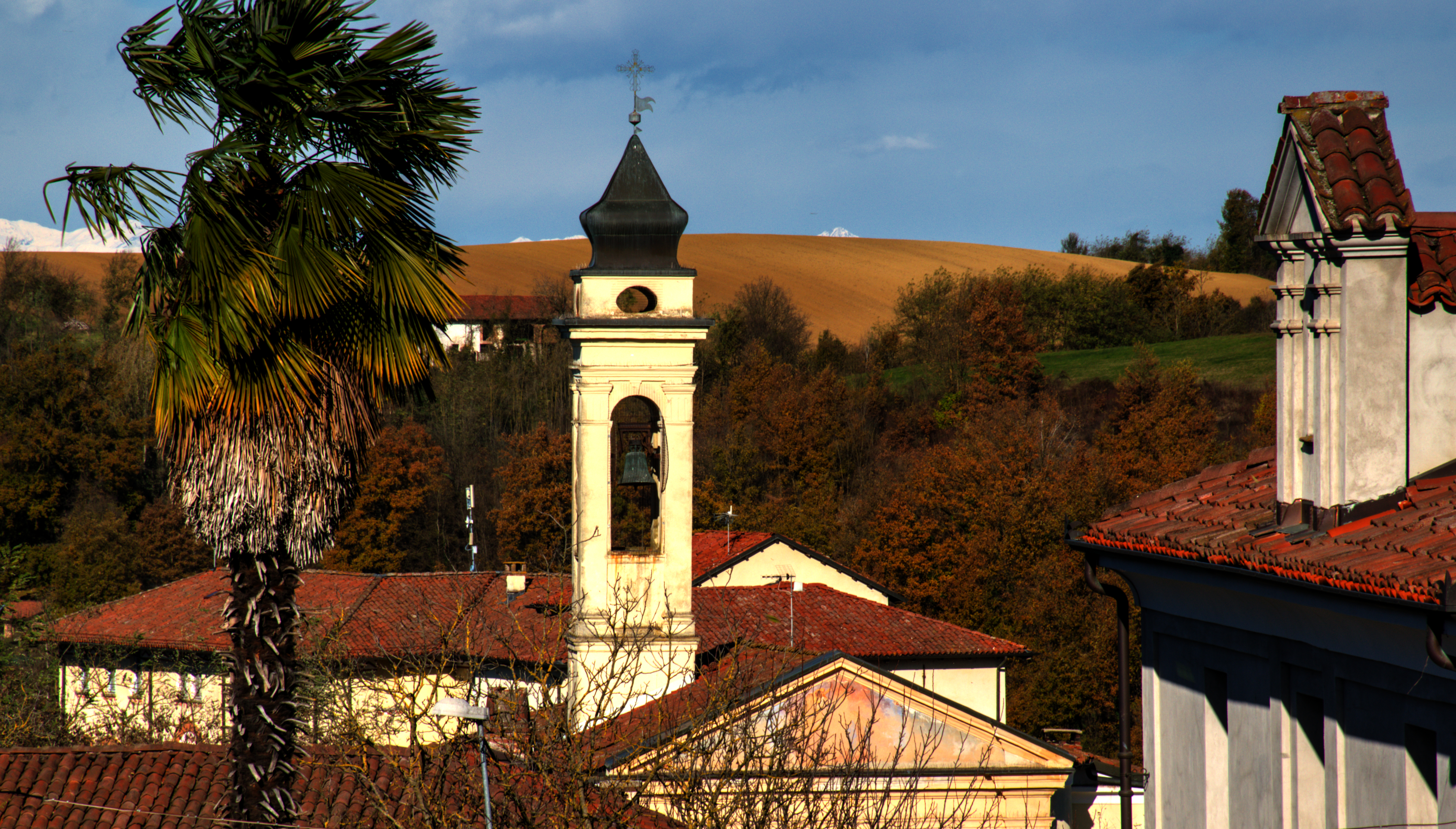
Veduta su Ferrere da Castelvecchio

Ferrere (Frere in piemontese) è un comune italiano di 1 492 abitanti della provincia di Asti in Piemonte.

## Geografia fisica

### Territorio
Ferrere è attraversato da due rii che si uniscono in un punto preciso. La loro portata d'acqua è scarsa e servono principalmente per far defluire le acque durante forti piogge. È presente una valle in cui scorrono questi due fiumiciattoli e nel territorio sono presenti sette colline, che sono San Giuseppe (la più alta), San Secondo (la più grande), San Rocchetto, San Defendente, San Grato (detta anche Corsana), Sant'Antonio e infine c'è la frazione Gherba, anche se non è una collina.

## Storia
Ferrere, con il nome di Ferraria, è documentato per la prima volta nel 1034 tra le proprietà dei conti di Pombia.
Nell'anno 1100 venne assegnato dal vescovo di Asti alla nobile famiglia dei Garretti, che vi edificarono un primo castello, poi semidistrutto e riedificato più in alto e denominato Castelvecchio.
Come altri comuni vicini, Ferrere subì il dominio spagnolo e l'invasione francese. Nel 1630 il paese patì una disastrosa inondazione e la popolazione venne decimata da un'epidemia di peste che colpì tutta l'Italia settentrionale. A causa di queste calamità, molti abitanti si trasferirono sulle colline circostanti e vi si stabilirono definitivamente creando nuovi borghi tutt'oggi esistenti.
Tra il 1780 e il 1785, i Garretti fecero costruire una grande villa, a forma di castello ma senza fortificazioni, che venne chiamata Castelrosso. I conti furono signori di Ferrere fino al 1851 quando cedettero le loro proprietà ai Gromis di Trana i quali, nel 1910, le vendettero a loro volta ad Emanuele Montalcini.

### Simboli
Il gonfalone è un drappo partito di bianco e di rosso.

## Monumenti e luoghi d'interesse
Il borgo antico fa parte del sistema "Castelli Aperti" del Basso Piemonte: nella zona sorgevano infatti due castelli, il più antico dei quali è tuttora visibile; il secondo, chiamato Castelrosso, ha subìto modifiche nel XVIII secolo ad opera di Filippo Castelli.
Uno dei castelli è ora diventata la scuola elementare e la scuola materna. È anche sede del municipio.
Il Castelrosso si trova sulla collina San Defendente e dal 1910 fu proprietà di Emanuele Montalcini, zio paterno del Premio Nobel Rita Levi Montalcini la quale, pur essendo nata a Torino, trascorse buona parte della propria gioventù in paese, ospite dello zio. L'edificio ha subìto ulteriori opere di ristrutturazione qualche anno fa. Si trova vicino alla casa di riposo per anziani, che ha preso il nome proprio da questo castello.

## Società

### Evoluzione demografica
Abitanti censiti

### Tradizioni e folclore
Ferrere è conosciuta nei dintorni principalmente per le sue feste e tradizioni, come i presepi fatti ogni anno in ogni chiesetta di ognuna delle sette colline e per la tradizionale "Fiera del Miele", istituita nel 2014, che affianca il concorso "Ferrere Miele", il quale premia i migliori mieli del Piemonte. Per ben dieci anni Ferrere è stata la prima sede del raduno nazionale di Citroën 2CV organizzato dagli "Zoccoli Duri", a cui hanno partecipato equipaggi provenienti da tutta Italia. Vista l'atmosfera piacevole e conviviale del raduno più bello d'Italia, dal 2023 si è deciso di celebrare nuovamente lì il cosiddetto "interplanetilico".

## Economia
Ferrere possiede un'economia stabile prevalentemente commerciale ed agricola. Sono presenti una fonderia in cui vengono prodotti pezzi per camion e altre piccole imprese meccaniche; un salumificio artigianale e un'agrisalumeria, oltre a numerose cantine di vini. È anche presente una cava di sabbia nella frazione Gherba, accessibile solo da Ferrere, ma la cava è sul territorio comunale di Cisterna d'asti

## Amministrazione
Di seguito è presentata una tabella relativa alle amministrazioni che si sono succedute in questo comune.
| Periodo        | Periodo        | Primo cittadino     | Partito                          | Carica  | Note  |
| -------------- | -------------- | ------------------- | -------------------------------- | ------- | ----- |
| 19 giugno 1986 | 21 maggio 1990 | Giovanni Benotto    | -                                | Sindaco | [ 8 ] |
| 21 maggio 1990 | 24 aprile 1995 | Giovanni Benotto    | -                                | Sindaco | [ 8 ] |
| 24 aprile 1995 | 14 giugno 1999 | Milvia Carra        | -                                | Sindaco | [ 8 ] |
| 14 giugno 1999 | 14 giugno 2004 | Milvia Carra        | Lista civica                     | Sindaco | [ 8 ] |
| 14 giugno 2004 | 8 giugno 2009  | Federico Felicetti  | Lista civica                     | Sindaco | [ 8 ] |
| 8 giugno 2009  | 26 maggio 2014 | Federico Felicetti  | Lista civica                     | Sindaco | [ 8 ] |
| 26 maggio 2014 | 26 maggio 2019 | Silvio Maria Tealdi | Lista civica Insieme per Ferrere | Sindaco | [ 8 ] |
| 26 maggio 2019 | in carica      | Silvio Maria Tealdi | Lista civica Insieme per Ferrere | Sindaco | [ 8 ] |

### Gemellaggi
- La Francia, dal 1998[senza fonte]
- Predazzo, dal 2005 (patto d'amicizia)[senza fonte]